# Huayacocotla
Huayacocotla är en kommun i Mexiko.   Den ligger i delstaten Veracruz, i den sydöstra delen av landet, 140 km nordost om huvudstaden Mexico City. Antalet invånare är 19 313. Arean är 572 kvadratkilometer.
Terrängen i Huayacocotla är bergig åt nordost, men åt sydväst är den kuperad.
Följande samhällen finns i Huayacocotla:
- Carbonero Jacales
- Zonzonapa
- Palo Hueco
- Ojo de Agua
- Tenango de San Miguel
- Tzimentey
- Buena Vista
- Los Parajes
- Las Blancas
- Tzimentey de Abajo
- Viborillas
- El Crucero de Jacales
- Cruz de Ataque
- La Guadalupe
- Acantilado
- Capadero
- Camarones
- Donangú Barrio Arriba
- Potrero Seco
- Altamira
- Chichapala
- Corral Viejo
- Cuatro Palos
- San Antonio Ixtatetla
- Fraccionamiento del Bosque